# Złoto Azteków
Złoto Azteków – szósty album muzyczny zespołu Komety w tym pierwszy koncertowy, który też zawiera trzy nowe studyjne utwory. Wydany  w 2009 roku przez wytwórnię Jimmy Jazz Records na płytach CD. Płytę zespół nagrał w składzie: Lesław (śpiew i gitary), Miko (perkusja, śpiew), Pablo (gitara basowa, śpiew).

## Spis utworów
1. Zabierz mnie do domu
2. Anna jest szpiegiem
3. Wyglądasz źle
4. Miasto turystów
5. To samo miejsce
6. Krzywe nogi
7. Warszawa i ja
8. Złoto Azteków
9. Po drugiej stronie
10. April Rain
11. Ostatnie lato XX wieku
12. Wreszcie w ciąży
13. Spotkajmy się pod koniec sierpnia
14. Samobójczynie
15. Tak czy nie?
16. Bezsenne noce
17. W dżinsach i w swetrze
18. Dla ciebie nie istnieję
19. Dziecko nowoczesnych bloków
20. Swampland